# Cừu Zwartbles

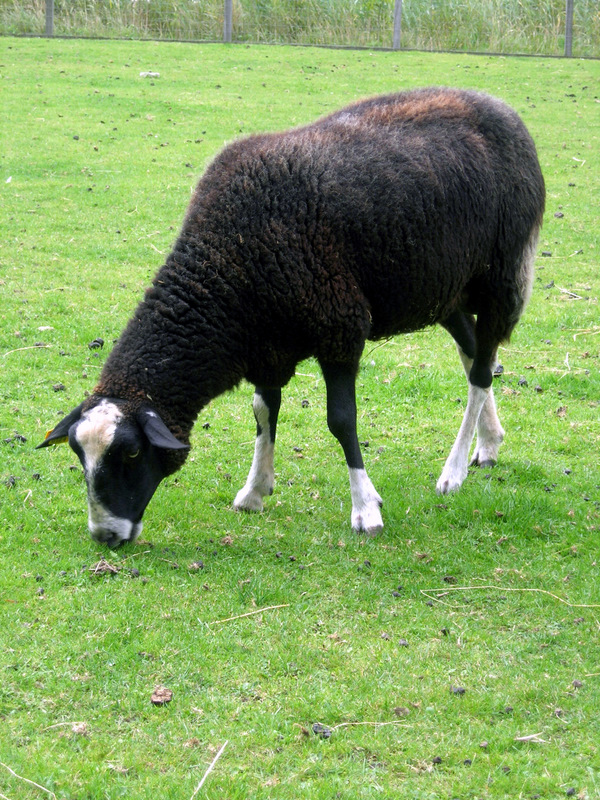
Một con cừu Zwartbles ở New Zeeland

Cừu Zwartbles là một giống cừu nội địa có nguồn gốc từ vùng Friesland thuộc miền bắc Hà Lan. Ở đó nó được sử dụng chủ yếu để sản xuất sữa cừu cũng như cho thịt cừu và thịt cừu non (lamb). Chúng thường được chăn giữ bên cạnh đàn bò sữa. Chúng là giống cừu có tầm vóc lớn và có đặc trưng với bộ lông dày màu đen/nâu và có rắc những đốm mốc trắng.

## Đặc điểm
Các con cừu Zwartbles có một xuất hiện nổi bật đó là toàn thân là một màu đen/nâu (cho len màu nâu đen), một ngọn lửa (vệt) trắng trên mặt, tứ chi của chúng có vớ trắng (có thể là hai chân trước hoặc sau), và một cái đầu đuôi trắng (mà theo truyền thống là chúng thường bị bấm đuôi). Cả hai con cừu đực và cừu cái đều khuyết sừng. Những con cừu Zwartbles là những con cừu có kích thước tương đối lớn: cân nặng trung bình từ 85 kg đến 187 kg.
Màu lông cừu dày đặc có màu từ đen đến nâu với những vết mốc sáng màu trên lông chúng, một số điểm sáng có thể có mặt ở các động vật cổ xưa. Len cừu có kích thước trung bình, có độ uốn cong và chiều dài sợi, một sợi Bradford là 54-56 và một micron là 27 đơn vị làm cho nó trở nên phổ biến trong việc kéo sợi và tỉa. Cừu Zwartbles được biết đến với sự ngoan ngoãn, thân thiện, dễ sinh sản, dồi dào, trẻ trung và là những bà mẹ nuôi con khéo.

## Lịch sử

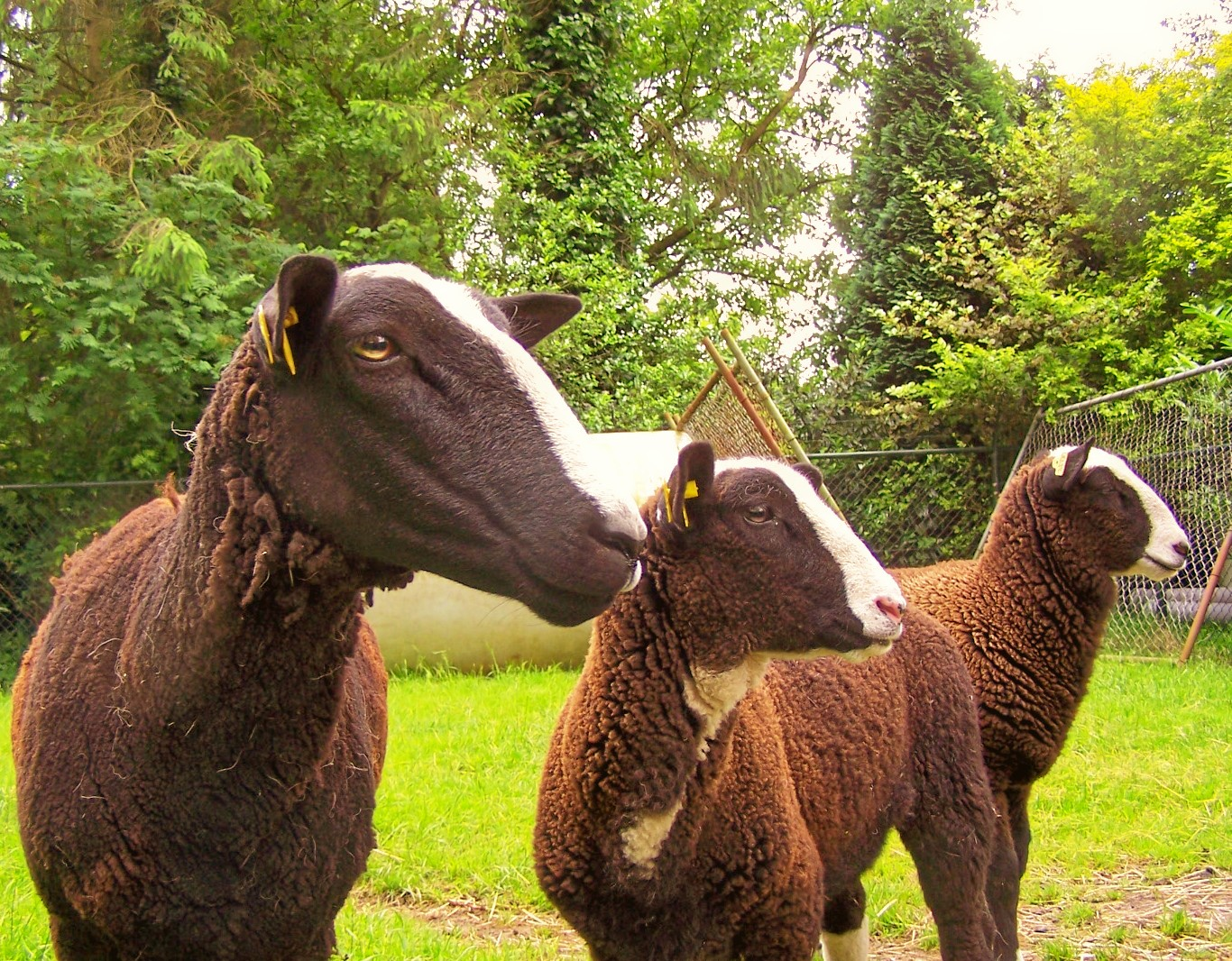
Một đàn cừu Zwartble

Theo truyền thống giống cừu này được sử dụng cho cả sữa và thịt ở Hà Lan, chúng đã giảm đáng kể trong sử dụng cho đến khi được liệt kê là giống hiếm theo Tổ chức Dutch Rare Breed Survival vào giữa những năm 1970. Những con cừu Zwartble đầu tiên được nhập khẩu vào Vương quốc Anh vào đầu những năm 1990. Hiệp hội Zwartbles Sheep của Anh được thành lập vào năm 1995.
Tại Anh, cừu Zwartbles hiện nay chủ yếu được sử dụng để sản xuất giống vật nuôi, thịt và len. Là một vùng lạnh, ẩm ướt, ẩm ướt của Hà Lan, giống này đã dễ dàng thích ứng với khí hậu Anh và có thể phát triển ở các độ cao khác nhau. Chúng đang ngày càng phổ biến với cả những người nông dân nhỏ và nông dân thương mại. Tính đến tháng 6 năm 2011, có hơn 750 con cừu Zwartbles đã đăng ký với cộng đồng giống cừu Anh cùng nhiều đàn không đăng ký ở Anh.
Tại Anh, những con cừu Zwartbles cũng được lai với các con cừu của các giống khác để sản xuất thịt cừu. Chiên con từ những con lai này luôn mang màu đen nhưng đôi khi sẽ có một chút sắc trắng trên đầu. Những con cừu đực Zwartbles và con cừu lai tạp tốt với các giống khác. Nhiều chương trình nông nghiệp ở Anh hiện đang tổ chức các lớp nghiên cứu về cừu Zwartbles. Các lông cừu của các loài động vật này thường được cắt tỉa để loại bỏ các đầu lông cừu nâu vàng (nâu) lộ ra một lông cừu màu đen.

## Chăn nuôi
Chúng có tính bầy đàn cao nên dễ quản lý, chúng thường đi kiếm ăn theo đàn nên việc chăm sóc và quản lý rất thuận lợi. Chúng dễ nuôi, mau lớn, ít tốn công chăm sóc, thức ăn của chúng rất đa dạng, thức ăn của chúng là những loại không cạnh tranh với lương thực của người. Chúng là động vật có vú ăn rất nhiều cỏ. Hầu hết chúng gặm cỏ và ăn các loại cỏ khô khác, tránh các phần thực vật có gỗ nhiều. Chúng có chế độ hoạt động ban ngày, ăn từ sáng đến tối, thỉnh thoảng dừng lại để nghỉ ngơi và nhai lại.
Chúng có thể ăn được nhiều loại thức ăn bao gồm thức ăn thô xanh các loại như: rơm cỏ tươi, khô, rau, phế phụ phẩm công nông nghiệp và các loại thức ăn tinh bổ sung như ngũ cốc. Mỗi ngày chúng có thể ăn được một lượng thức ăn 15-20% thể trọng. Chúng cần một lượng thức ăn tính theo vật chất khô bằng 3,5% thể trọng. Với nhu cầu 65% vật chất khô từ thức ăn thô xanh (0,91 kg) và 35% vật chất khô từ thức ăn tinh (0,49 kg). Khi cho chúng ăn loại thức ăn thô xanh chứa 20% vật chất khô và thức ăn tinh chứa 90% vật chất khô.

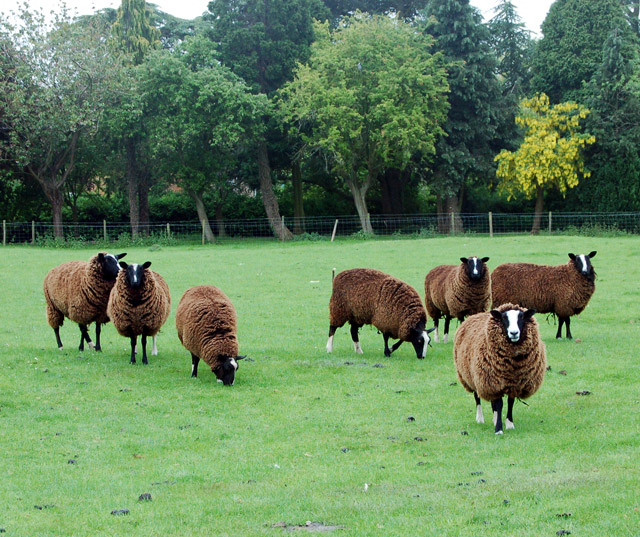
Chăn nuôi cừu Zwartbles ở Anh

Nguồn nước uống là nhu cầu cơ bản của chúng. Lượng nước cần cho chúng biến động theo mùa và loại và chất lượng thực phẩm mà chúng tiêu thụ. Khi chúng ăn nhiều trong các tháng đầu tiên và có mưa (kể cả sương, khi chúng ăn vào sáng sớm), chúng cần ít nước hơn. Khi chúng ăn nhiều cỏ khô thì chúng cần nhiều nước. Chúng cũng cần uống nước sạch, và có thể không uống nếu nước có tảo hoặc chất cặn.
Trong một số khẩu phần ăn của chúng cũng bao gồm các khoáng chất, hoặc trộn với lượng ít. Với phương thức chăn nuôi dựa chủ yếu vào đồng cỏ tự nhiên thì khả năng sản xuất và chất lượng thịt thấp do chất lượng và số lượng thức ăn từ đồng cỏ dao động theo mùa không đáp ứng đủ nhu cầu dinh dưỡng. Việc sử dụng hiệu quả các nguồn thức ăn sẵn có tại địa phương mang lại lợi ích kinh tế là cơ sở để xác định những giống vật nuôi thích hợp nhằm mang lại hiệu quả hơn.
Tăng trưởng tương đối của cừu tuân theo quy luật giảm dần theo tháng tuổi. Cường độ sinh trưởng tương đối đều tăng mạnh nhất cả ở cừu cái và cừu đực ở giai đoạn sơ sinh đến 3 tháng, sau đó dần dần giảm xuống theo các giai đoạn tháng tuổi về sau. Cần thu gom cừu đực để vỗ béo trước khi giết mổ. Giới tính cũng ảnh hưởng đến cường độ sinh trưởng cừu đực lớn nhanh hơn cừu cái nhiều, khối lượng sơ sinh của cừu đực thường cao hơn. sinh đơn và sinh đôi cũng có sự khác nhau về khối lượng, Mặc dù cừu thiến thường có tỷ lệ thịt xẻ (%) cao hơn so với cừu khác, thiến cừu tại bốn tuần tuổi đã dẫn đến giảm tốc độ sinh trưởng ở cừu.

## Sinh sản
Mùa sinh có ảnh hưởng đến khối lượng sơ sinh, tỷ lệ chết, số con/lứa và tăng trọng của cừu con. Khối lượng lúc cai sữa của cừu sinh vào mùa thu nặng hơn, thịt xẻ, phổi, lách, cơ đường tiêu hóa cừu sinh mùa thu thấp hơn, nhưng khối lượng gan, thận, ruột non...cao hơn. Cừu sinh vào các mùa khác nhau khuynh hướng có khối lượng sơ sinh khác nhau. cừu sinh vào mùa đông có khối lượng lúc sơ sinh và cai sữa cao hơn so với cừu sinh vào mùa thu và mùa hè báo cáo rằng cừu sinh vào mùa xuân có khối lượng lúc sơ sinh và cai sữa cao hơn cừu sinh vào mùa thu hoặc đông.
Sự khác biệt về môi trường dẫn đến các thay đổi về thời tiết, đặc biệt là lượng mưa đã ảnh hưởng trực tiếp đến số lượng và chất lượng cỏ do đó ảnh hưởng đến sinh trưởng, số lượng và chất lượng thịt cừu. Các yếu tố khác nhau ảnh hưởng đến sinh trưởng của cừu. Điều kiện nuôi dưỡng có thể đã ảnh hưởng đến sinh trưởng của bào thai, kết quả là các ảnh hưởng này đã làm thay đổi sinh trưởng của cừu con sau khi sinh. Sự khác biệt của môi trường ở các mùa chửa khác nhau vì thế có thể đã ảnh hưởng đến sinh trưởng của bào thai lúc chửa ở các mùa vụ khác nhau.
Sau khi cho phối giống 16-17 ngày mà không có biểu hiện động dục lại là có thể cừu đã có chửa, Căn cứ vào ngày phối giống để chuẩn bị đỡ đẻ cho cừu (thời gian mang thai của cừu 146-150 ngày) nhằm hạn chế cừu sơ sinh bị chết; Có thể bồi dưỡng thêm thức ăn tinh và rau cỏ non cho cừu có chửa nhưng tuyệt đối tránh thức ăn hôi mốc; Khi có dấu hiệu sắp đẻ (bầu vú căng, xuống sữa, sụt mông, âm hộ sưng to, dịch nhờn chảy ra, cào bới sàn…) nên nhốt ở chuồng riêng có lót ổ rơm và chăn dắt gần, tránh đồi dốc.
Thông thường cừu mẹ nằm đẻ nhưng cũng có trường hợp đứng đẻ, tốt nhất nên chuẩn bị đỡ đẻ cho cừu; Sau khi đẻ cừu mẹ tự liếm cho con. Tuy nhiên, vẫn phải lấy khăn sạch lau khô cho cừu con, nhất là ở miệng và mũi cho cừu con dễ thở. Lấy chỉ sạch buộc cuống rốn (cách rốn 4–5 cm), cắt cuống rốn cho cừu con và dùng cồn Iod để sát trùng; Giúp cừu con sơ sinh đứng dậy bú sữa đầu càng sớm càng tốt (vì trong sữa đầu có nhiều kháng thể tự nhiên); Đẻ xong cho cừu mẹ uống nước thoải mái (có pha đường 1% hoặc muối 0.5%).
Cừu con trong 10 ngày đầu sau khi đẻ cừu con bú sữa mẹ tự do; Từ 11-21 ngày tuổi cừu con bú mẹ 3 lần/ngày, nên tập cho cừu con ăn thêm thức ăn tinh và cỏ non, ngon; 80-90 ngày tuổi có thể cai sữa. Giai đoạn này phải có cỏ tươi non, ngon cho cừu con để kích thích bộ máy tiêu hóa phát triển (đặc biệt là dạ cỏ) và bù đắp lượng dinh dưỡng thiếu hụt do sữa mẹ cung cấp không đủ; Cừu sinh trưởng và phát triển nhanh, mạnh ở giai đoạn này.
Tốc độ tăng trưởng của những con cừu con, đặc biệt là trong giai đoạn đầu của sự phát triển thường chịu ảnh hưởng mạnh mẽ bởi giống (kiểu gen) việc chọn lọc đã cải thiện về tầm vóc, năng suất của cừu. Khối lượng sơ sinh của cừu con còn chịu ảnh hưởng khối lượng mẹ lúc đẻ. Khối lượng sơ sinh là một trong những yếu tố quan trọng nhất ảnh hưởng đến sinh trưởng trước cai sữa ở gia súc còn non, vì cừu con sinh ra nặng hơn sinh trưởng nhanh hơn cừu con có khối lượng nhẹ hơn. Do đó cần lưu ý chi chăn nuôi.